# Dionisi d'Alexandria (gramàtic)
Dionisi d'Alexandria (en grec antic: Διονύσιος, llatí: Dionysius), fill de Glauc, fou un gramàtic de l'antiga Grècia que va viure a la segona meitat del segle i i començaments del segle ii, entre el regnat de Neró i el de Trajà.
Va estar al càrrec de diverses llibraries, i va ser secretari de correspondències, ambaixades i decrets. Fou mestre del gramàtic Parteni, i deixeble del filòsof Queremó, a qui va succeir a la Biblioteca d'Alexandria.